# Crossotus saxosicollis
Crossotus saxosicollis là một loài bọ cánh cứng trong họ Cerambycidae.